# Tiền Thục (vua nước Ngô Việt)
Tiền Thục (29 tháng 9 năm 929 - 7 tháng 10 năm 988, biểu tự là Văn Đức), được biết đến với tên Tiền Hoằng Thục trước năm 960, là vị vua cuối cùng của Ngô Việt, trị vì từ năm 947 cho đến năm 978 khi ông đầu hàng nhà Tống.

## Sinh thời
Tiền Hoằng Thục lên nắm quyền sau khi anh trai ông, Tiền Hoằng Tông, bị phế truất trong một cuộc đảo chính. Vào thời điểm đó, Ngô Việt đang ở mức độ nào đó lãnh thổ lớn nhất của nó, cầm quyền 13 châu, ứng với địa phận ngày nay của Chiết Giang, Giang Tô, Thượng Hải, và Phúc Kiến. Trong suốt lịch sử của mình, Ngô Việt duy trì chính sách phục tùng các chế độ thống trị miền bắc nối tiếp nhau. Khác với các tiểu quốc miền nam còn lại, các vua Ngô Việt không xưng đế. Đổi lại, các chế độ phía bắc tôn trọng quyền tự trị của Ngô Việt và được trao cho các vua Ngô Việt nhiều đặc quyền, một trong số đó là danh xưng "Thiên hạ binh mã đại nguyên soái." Tiền Hoằng Thục đổi tên thành "Tiền Thục," bỏ đi chữ "Hoằng" (弘) do kỵ huý tên cha của Tống Thái Tổ là Triệu Hoằng Ân.
Khi nhà Tống thống nhất miền bắc Trung Quốc năm 960, Tiền Hoằng Thục tuân theo di huấn của ông nội (Tiền Lưu) xưng thần với "chân mệnh thiên tử"— hoàng đế nhà Tống Triệu Khuông Dẫn (Thái Tổ)— và đổi tên thành Tiền Thục. Sau đó, Tiền Thục đã tuân theo mệnh lệnh từ triều đình nhà Tống để tham gia sáp nhập các vương quốc nhỏ phía nam khác thay mặt cho Tống đế. Năm 968, ông được Tống đế tái lập thành Ngô Việt quốc vương, và sau đó được ban cho với những danh hiệu cao quý hơn nữa. Năm 977, tân hoàng nhà Tống Triệu Quang Nghĩa (Thái Tông) đã ban cho Tiền Thục với các chức danh Thượng thư lệnh, Trung thư lệnh, và Thiên hạ binh mã đại nguyên soái.
Tuy nhiên, vào năm 978, Tiền Thục đã đầu hàng lãnh thổ của mình cho chế độ Tống, có thể bị đe dọa che giấu từ triều đình nhà Tống. Tuy nhiên, sự đầu hàng "tự nguyện" đã bảo vệ địa phận Ngô Việt khỏi sự tàn phá của chiến tranh. Địa phận này đã có thể duy trì cơ sở hạ tầng và lợi thế kinh tế, được xây dựng từ thời Ngô Việt, một phần không nhỏ đóng góp cho đồng bằng Dương Tử là trung tâm kinh tế của Trung Quốc cho đến ngày nay.
Để xóa tan mọi nghi ngờ ở phía bắc và ngăn chặn xung đột, Tiền Thục ở lại thủ đô nhà Tống, Biện Kinh (nay là Khai Phong) và chuyển 3000 gia quyến đến đó. Tiền Thục trên danh nghĩa vẫn là một vị quốc vương. Các con trai của ông và một số lượng lớn giới thượng lưu Ngô Việt đã được trao các chức vụ và danh hiệu khác nhau của nhà Tống. Ban đầu, Tống Thái Tông đã nâng quận Dương Châu lên thành nước Hoài Hải, và ban cho Tiền Thục tước Hoài Hải quốc vương (淮海国王). Vào năm 984, Tiền Thục được phong làm Hán Nam quốc vương (汉南国王) với thái ấp nhỏ hơn. Vào năm 987, một lần nữa lại cải thành Nam Dương quốc vương (南阳国王), sống tại Nam Dương, nhưng sau đó được phong tiếp làm Hứa vương (许王) với một thái ấp lớn hơn. Năm 988, Tiền Thục mất danh hiệu quốc vương và được phong làm Đặng vương (邓王), với một thái ấp lớn hơn và có bổng lộc thực thụ.
Tiền Thục được cho là có mối quan hệ cá nhân tốt với hoàng đế nhà Tống, thường xuyên được triệu vào cung để dự tiệc và tham dự các trận túc cầu. Vào sinh nhật lần thứ 60 của mình vào năm 988, Tống Thái Tông đã gửi rượu cho ông làm quà. Sau khi uống rượu, ông bị ốm nặng và qua đời đêm đó. Đám tang của ông được tổ chức theo nghi lễ quốc tang. Ông được truy phong Tần quốc vương (秦国王), thuỵ là Trung Ý (忠懿), và được chôn cất gần Lạc Dương.
Tiền Thục có bảy người con trai, một trong số họ tiếp tục trở thành khu mật sứ (tương đương tể tướng) trong triều đình nhà Tống.

## Di sản

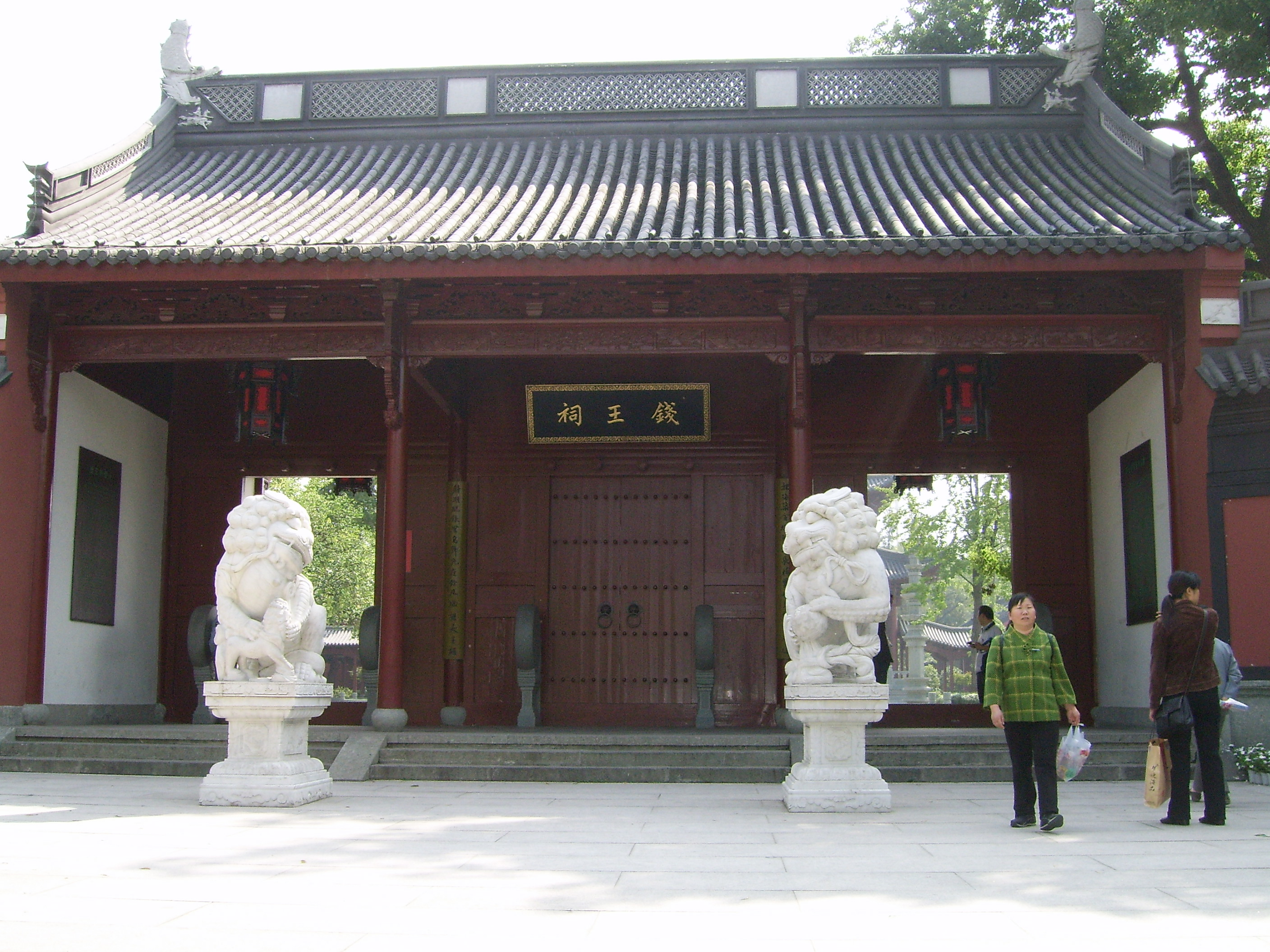
Đền thờ các vua họ Tiền tại Hồ Tây, Hàng Châu.

Tiền Thục rất thích viết thơ. Một trong những bài thơ được xuất bản của ông tồn tại cho đến ngày nay.
Giống như các vị vua khác của Ngô Việt, Tiền Thục là một Phật tử sùng đạo. Tháp Lôi Phong ở Hàng Châu được xây dựng theo lệnh của ông để nhân dịp vợ ông thụ thai.

## Thông tin cá nhân
- Cha 
  - Tiền Nguyên Quán (Văn Mục Vương)
- Mẹ 
  - Cung Ý phu nhân Ngô Hán Nguyệt [zh]
- Thê thiếp
  - Vương phi Tôn Thái Chân [zh]
  - Du phi [zh]
  - Hoàng phi [zh], có thể là một nhân vật hư cấu.
- Con cái 
  - Tiền Duy Trị (錢惟治) (949-1019), vốn con trai của Trung Tốn Vương quá kế sang Tiền Thục, được phong làm Bành Thành quận vương.
  - Tiền Duy Tuấn (錢惟濬) (955-991), con trưởng thừa kế, phong làm Bân vương (thuỵ An Hy).
  - Tiền Duy Tuyển (錢惟渲)
  - Tiền Duy Hạo (錢惟灝)
  - Tiền Duy Tấn (錢惟溍)
  - Tiền Duy Thôi (錢惟漼), xuất gia, pháp danh Tịnh Chiếu.
  - Tiền Duy Diễn (錢惟演) (962-1034), sau này là khu mật sứ nhà Tống, được phong Vinh quốc công.
  - Tiền Duy Tể (錢惟濟) (97-10-1032)
  - Tiền thị, gả cho Bùi Tộ (裴祚) ở lộ Hà Đông (nay là địa phận tỉnh Sơn Tây).
  - Tiền thị, gả cho Nguyên Tượng Tông (元象宗) ở Tiền Đường (Hàng Châu).
  - Tiền thị, gả cho Thận Tòng Cát (慎从吉) ở Nhữ Nam.
  - Tiền thị, gả cho Tôn Bộ (孙誧) ở Phú Xuân (Ngô Quận).
  - Tiền thị, gả cho Tôn Dụ (孙诱) ở Phú Xuân (Ngô Quận).
  - Tiền thị, gả cho Lưu Mỹ (Cung Mỹ 龔美), ngoại thích nhà Tống.
  - Một người con gái khác.
- Anh em
  - Tiền Hoằng Tá (Trung Hiến Vương)
  - Tiền Hoằng Tông (Trung Tốn Vương)

### Chung
- Mote, F.W. (1999). Imperial China (900-1800). Harvard University Press. tr. 15. ISBN 0-674-01212-7.  Mote, F.W. (1999). Imperial China (900-1800). Harvard University Press. tr. 15. ISBN 0-674-01212-7.  Mote, F.W. (1999). Imperial China (900-1800). Harvard University Press. tr. 15. ISBN 0-674-01212-7.
- New Lin'an editorial team (ngày 30 tháng 3 năm 2004). "Wuyue's creator - King Qian" (bằng tiếng Trung). New Lin'an. Bản gốc lưu trữ ngày 5 tháng 2 năm 2007. Truy cập ngày 24 tháng 2 năm 2007.